# Obnoxious
Obnoxious est un groupe de death et thrash metal français, originaire de Lyon, en Rhône-Alpes. Le style musical du groupe est notamment qualifié par la presse spécialisée de « thrash death », « brutal thrash death », et « deathrash ».

## Biographie
Le groupe est formé en 2002 à Lyon, en Rhône-Alpes à l'origine sous le nom de Aerendel,. Influencé par des groupes comme At the Gates, The Haunted, Slayer, Whitechapel ou même Pig Destroyer[réf. nécessaire], Obnoxious développe une musique sombre et malsaine mélangeant des riffs de guitare aiguisés, des passages mid-tempo mélodiques ainsi que deux voix vindicatives.
Après avoir sorti une démo en 2004, suivie par un album EP, Dismal Swarming Shape, en novembre 2007, Obnoxious autoproduit sort l'album Lab #01 enregistré au Sonovore Studio (Furia, Destinity…) et masterisé par Tommy Hansen (Hatesphere, Helloween...) au JailHouse Studio. Lab #01 est bien accueilli par la presse spécialisée, notamment par des magazines comme Metallian, Rock Hard ou Metal Hammer, ainsi que par plusieurs webzines,,,,. Pour le groupe, l'album est un « condensé de brutalité moderne et de groove old school. »
En 2010, le groupe met son site web en ligne. Le 11 mars 2011, le groupe participe au Kick Ass Fest 4. En 2015, le groupe publie un nouvel album intitulé Extinction,.

## Membres

### Membres actuels
- Lény - guitare, chant
- Nog - guitare
- Nico - basse, chant
- Mak - batterie

### Anciens membres
- Math - guitare, chant (2002-2012)
- Ludo - chant (2007-2011)
- Doudou - basse (????-2008)
- Julien - batterie (2002-2008)
- Franck - chant (2002-2007)

## Discographie

### Albums studio
- 2007 : Dismal Swarming Shape

1. "From the Depths"
2. "Postmortem Reprisal"
3. "Unstable"
4. "Illusion... Wakin'... Death"
5. "D.T.U."

- 2010 : Lab #01

1. "My Scorn"
2. "December Transition"
3. "Everlasting End"
4. "One Glance - One Kill"
5. "Mydriasis"
6. "Last Generation"
7. "Unstable"
8. "Carcass Pit"
9. "#01"
10. "Postmortem Reprisal"
11. "Filthy Secrets"

- 2015 : Extinction

### Démo
- 2004 : Disclosure Attempt

1. "December Transition"
2. "Inner Disease"
3. "Trap of Realism"
4. "Derelict"
5. "Carcass Pit"
6. "Cadaveric Testimony"